# Bergschule Eisleben

Postkarte mit Ansicht der Eisleber Bergschule

Die Bergschule Eisleben war eine Bildungseinrichtung für technische Grubenbeamte, die auf die Initiative der kurfürstlich-sächsischen Regierung hin am 14. Juli 1798 in Eisleben im südlichen Harzvorland (heute: Sachsen-Anhalt) gegründet wurde. Im Jahr 1968 wurde die Bergschule Eisleben in die Ingenieurschule Eisleben, eine Ingenieurschule für Elektrotechnik und Maschinenbau, umgewandelt.

## Die Ausbildungssituation im Bergbau und Hüttenwesen im 18. Jahrhundert
Die mit dem Aufblühen der Naturwissenschaften im 16. und 17. Jahrhundert verbundene Intensivierung im Bergbau und Hüttenwesen verlangte für diesen Industriezweig Leitungskräfte, die die neuen Erkenntnisse im Abbau, in der Förderung und Verhüttung anwenden konnten. Im Mansfelder Kupferschieferbergbau, dessen Anfänge auf das Jahr 1200 zurückgehen, war der Bedarf an Steigern und Hüttenvögten Anfang des 18. Jahrhunderts sprunghaft gewachsen. Auf dem Generaltag der Mansfelder „Eislebisch und Hettstedtischen Gewerkschaften“ als Generalversammlung der Unternehmervereinigung wurde 1719 beschlossen, jungen Bergleuten eine wissenschaftliche Ausbildung zu vermitteln. Damit folgte man dem Vorbild des Erzgebirges, wo in Freiberg 1702 eine Stipendiengelderkasse eingerichtet worden war, um den angehenden Bergbeamten einen modernen Unterricht in den berg- und hüttenmännischen Disziplinen zu ermöglichen. Der erste Unterricht in Eisleben wurde sporadisch nach dem Bedarf und den Möglichkeiten durchgeführt. Hier ist als erster der Bergzehnter und Markscheider Nicolaus Voigtel zu nennen. 1765 entstand die Freiberger Bergakademie als älteste montanistische Hochschule der Welt. Für die Ausbildung von Mansfelder Bergbeamten in Freiberg wurden jährlich Stipendien bis zur Höhe von 180 Talern gewährt.

## Die Gründung der Bergschule
Auf das Jahr 1780 geht der Beschluss der kurfürstlich-sächsischen Regierung zurück, nunmehr den Unterricht regelmäßig in Eisleben erteilen zu lassen. Unter den Freiberger Absolventen wurde der Ostern 1798 nach Eisleben zurückgekehrte Christian Ottiliae ausersehen, die selbständige Bergschule Eisleben zu errichten. Den Schichtmeistern und Geschworenen wurde aufgetragen, aus den ihnen unterstellten Revieren geeignete Kandidaten für die Schule auszuwählen, während der Oberbergvogt Tölpe den Lehrplan für den „Unterricht in der Bergbaukunst, Mathematik, Zeichenkunst und Markscheidekunst unter spezieller Aufsicht der Direktorn“ entwarf.
Am 14. Juli 1798, dem Gründungstag der Eisleber Bergschule, wurden die ersten von den Schichtmeistern und Geschworenen ausgewählten Schüler aufgenommen. Ihre Zahl betrug, dem damaligen Beamtenbedarf im Mansfelder Bergbau entsprechend, bis zum Jahre 1808 maximal acht pro Jahr. Dazu kamen aber Privathörer, die auf eigene Kosten am Unterricht teilnahmen. Für alle anderen wurden die Kosten von den Mansfelder Gewerkschaften getragen. Bei anfangs drei Stunden Unterricht pro Woche dauerte die Ausbildung vier Jahre. Tägliches Anfahren im Betrieb war Bedingung.

## Weitere Entwicklung im 19. Jahrhundert

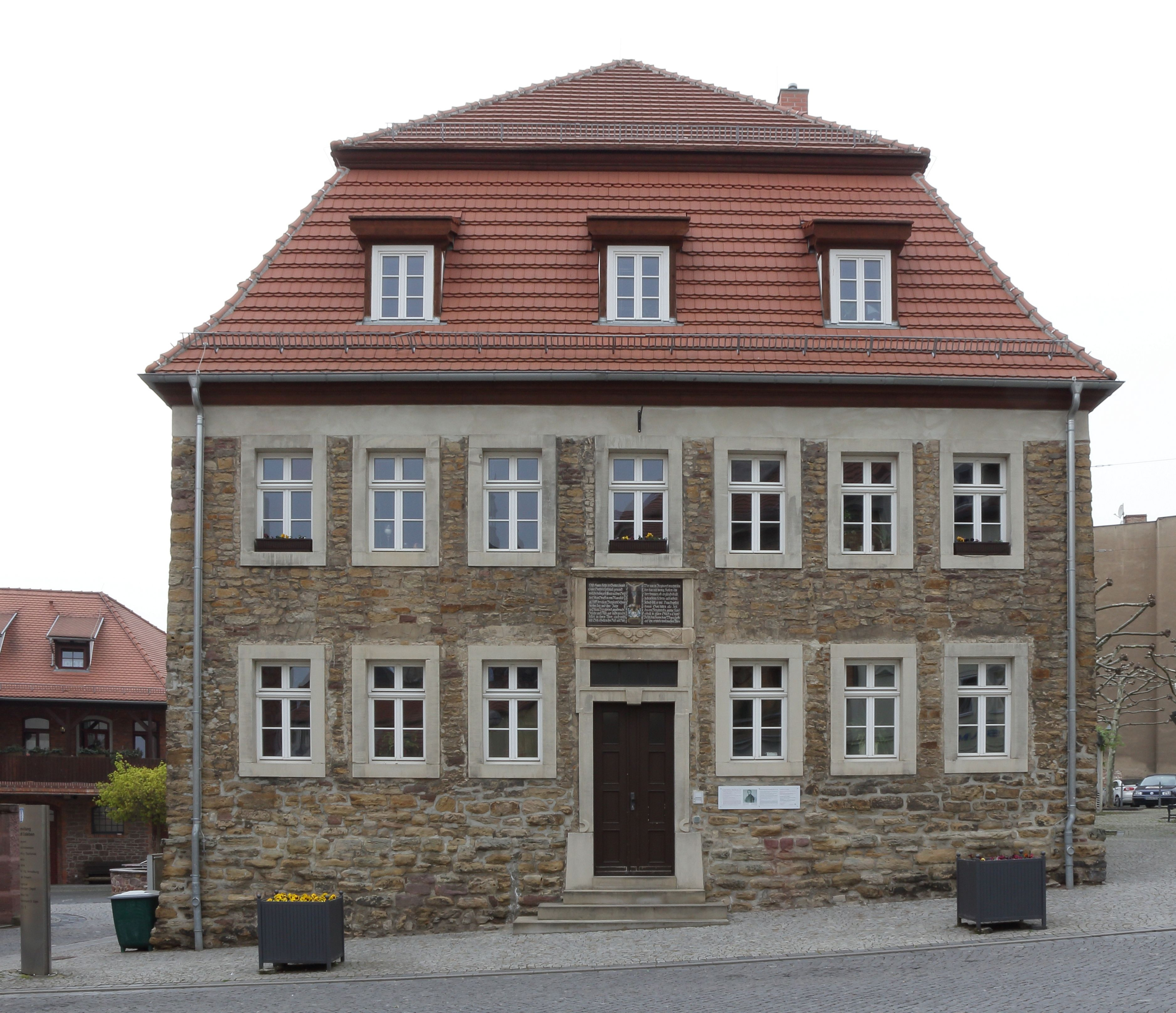
Erster Sitz der Bergschule

In den Wirren der napoleonischen Kriege musste die Bergschule ihren Unterricht einstellen. Als der Freiherr von Stein das deutsche Volk zur Befreiung von der napoleonischen Fremdherrschaft aufrief, kämpften die Eisleber Bergschüler mit den Bergleuten der Region im Mansfelder Pionier-Bataillon. Der Wiener Kongress 1815 brachte die Grafschaft Mansfeld geschlossen zu Preußen, womit auch die preußisch-sächsische Bergbaugrenze gegenstandslos wurde. Bergamt Eisleben und Oberbergamt Halle wurden die zuständigen Bergbehörden des preußischen Staates. 1817 erhielt die Eisleber Bergschule in dem 1229 gegründeten St. Katharinenhospital (Siechenhaus und Altersheim für Bergleute und Bergmannswitwen), das in der Barockzeit von Grund auf neu errichtet wurde, in Eisleben, Sangerhäuser Str. 13, ihr erstes Heim. Mit der Vergrößerung der Schülerzahl und der Erweiterung des Unterrichtsstoffes war es auch erforderlich, den ersten hauptamtlichen Lehrer der Bergschule Eisleben einzustellen. Der damals 26-jährige Bergeleve Ludwig Plümicke widmete sich mit großem Elan dieser Aufgabe und erwarb sich bis zu seinem Ausscheiden 1862 große Verdienste um die Schule und die Stadt Eisleben („Mein Leben ist bisher in der Bergschule so aufgegangen, daß es mir eine Freude war. Ihm verdankte die Bergschule den Grundstock ihrer Mineraliensammlung und der Schulbibliothek.“)

## 20. Jahrhundert bis heute

### Der Erste Weltkrieg
Während des Ersten Weltkrieges lief der Unterricht mit verminderter Klassenzahl weiter, viele Bergschüler meldeten sich als Kriegsfreiwillige. Drei Lehrer und 142 Bergschüler verloren im Krieg ihr Leben. Der zu ihren Ehren 1922 errichtete Gedenkstein wurde nach einem wechselvollen Schicksal in der Zeit nach dem Zweiten Weltkrieg am 14. Oktober 1993 auf Initiative des Traditionsvereins der Bergschule an anderer Stelle des Schulgeländes wiedererrichtet.

### Neubeginn nach dem Zweiten Weltkrieg
Nach dem Zweiten Weltkrieg war die materiell-technische Basis für den Neubeginn an der Bergschule Eisleben katastrophal. Die Bergschule war 1945 von der sowjetischen Besatzungsmacht als Kaserne in Anspruch genommen worden. Einen Teil des Inventars hatte man in die Aula der heutigen Sekundarschule am Schloßplatz, damals von verschiedenen Behörden genutzt, auslagern können. Der überwiegende Teil der ehemaligen Lehrkräfte besaß als aktives Mitglied der NSDAP und ihrer Organisationen keine Eignung für die Bildungs- und Erziehungsarbeit entsprechend den vorgegebenen antifaschistischen Zielen. Hinzu kam, dass die Vertreter der sowjetischen Besatzungsmacht eine Umgestaltung des Fachschulwesens in ihrer Besatzungszone anstrebten, mit der auch eine radikale Änderung der Schulorganisation verbunden war.

### Die Bergschule zur Zeit der DDR
Die vom „Eisleber Bergschulverein e. V.“ unter kapitalistischen Bedingungen betriebene Schule war durch Verordnung der Präsidialregierung der Provinz Sachsen in Volkseigentum überführt worden. Mit ihren Befehlen zur Eröffnung und weiteren Entwicklung der Ingenieur- und Fachschulen sprach die Sowjetische Militäradministration in Deutschland (SMAD) von ihr bestellten Kräften das Vertrauen aus und übertrug ihnen die politische Verantwortung für das Fachschulwesen, für die Bergschule Eisleben als nunmehrige Bergingenieurschule der Landesregierung Sachsen-Anhalt. Im Unterschied zur alten Schulordnung, die in jeder Woche einen Wechsel von Schulbesuch und verfahrenen Arbeitsschichten auf den Schächten und Hütten (neben dem Erwerb praktischer Fähigkeiten auch zur Beschaffung der finanziellen Mittel für das Studium eines jeden Studenten) vorsah, konnten sich die Studenten nunmehr in einem zweijährigen Studium zum Steiger (Techniker) bzw. in drei Jahren zum Ingenieur voll der Studienarbeit widmen.
Im Herbst 1948 stand endlich das alte Bergschulgebäude wieder zur Verfügung. Die behelfsmäßig ausgelagerte Mineraliensammlung, die wenigen verbliebenen Lehrmittel und die Schulbibliothek kamen an ihren alten Platz und wurden, vor allem durch Initiative der Lehrer und Schüler mit Unterstützung der Betriebe, schrittweise ergänzt und erneuert. Der nunmehr mögliche Laborunterricht hatte jedoch nur primitive Voraussetzungen. Das Maschinenlabor im 1934 erbauten heutigen Plümicke-Bau war sehr klein, andere Laboratorien waren provisorisch in Kellerräumen untergebracht. Die ständig wachsende Studentenzahl (1948/49 bereits 230, ab 1949 kam als dritte Fachrichtung Hüttenwesen und Gießereitechnik hinzu) führte dazu, dass alle nur irgendwie als Unterrichtsraum nutzbaren Zimmer des 1903 bezogenen Gebäudes für diesen Zweck verwendet werden mussten. Die Fachschullehrer hatten nur ein größeres gemeinsames Lehrerzimmer als Aufenthalts-, Vorbereitungs- und Konferenzraum.
Das Durchschnittsalter der Studenten betrug damals etwa 26 Jahre. Das war bedingt durch die Berufspraxis von 3 Jahren vor Studienaufnahme, die gefordert wurde. zugleich war es auch eine Auswirkung des verbrecherischen Krieges, der eine ganze Generation junger Menschen um eine normale Berufsentwicklung gebracht hatte.
Infolge der historischen Entwicklung und der beruflichen Bedingungen im Bergbau gab es zunächst nur männliche Studenten. Die erste Immatrikulation einer Frau in der neuen Fachrichtung Hüttenwesen und Gießereitechnik war eine echte Sensation an der Schule.
Im März 1950 konnten die ersten Bergbau- und Bergmaschineningenieure, die 1947 ihre Ausbildung begonnen hatten, nach bestandener Abschlussprüfung ihre Tätigkeit in der Wirtschaft aufnehmen. Bereits ein Jahr vorher gab es die ersten Absolventen der Nachkriegszeit, die ein vor 1945 begonnenes und dann durch den Krieg abgebrochenes Studium beendeten.

### Umwandlung zur Ingenieurschule Eisleben
Der starke Rückgang des Bergbaus in Europa, der auch vor der DDR nicht Halt machte, zwang Ende der sechziger Jahre zu Überlegungen über das künftige Schicksal der traditionsreichen Bildungseinrichtung. Im Hinblick auf die stürmische Entwicklung der Mikroelektronik und Computertechnik und unter Berücksichtigung der stark erweiternden Fachrichtung Bergelektrotechnik der Schule fasste die Regierung 1968 den Beschluss, die Bergschule Eisleben zu einer Ingenieurschule für Elektrotechnik und Maschinenbau umzuprofilieren und die bergmännische Ausbildung auslaufen zu lassen. 1971 verließen als letzte Absolventen Bergingenieure des Fernstudiums die Schule.